# Hanns Kurth (Schauspieler)
Hanns Kurth, auch Hans Kurth, (* 25. März 1894 in Wien, Österreich-Ungarn; † 25. März 1968 in Wien, Österreich) war ein österreichischer Film- und Theaterschauspieler mit langjähriger Karriere am Volkstheater (Wien).

## Filmografie
- 1920: Die kleine Herzogin (Kurzfilm)
- 1921: Pastorale
- 1922: Meriota, die Tänzerin
- 1937: Der Pfarrer von Kirchfeld
- 1948: Anni
- 1949: Das Siegel Gottes
- 1949: Märchen vom Glück
- 1950: Der keusche Adam (VT: Die Schwestern vom Gullnerhof)
- 1950: Der Wallnerbub (Das Jahr des Herrn)
- 1952: 1. April 2000
- 1954: Die Perle von Tokay